# Гудов (коммуна)
Гудов (нем. Gudow) — община в Германии, в земле Шлезвиг-Гольштейн. 
Входит в состав района Герцогство Лауэнбург. Подчиняется управлению Бюхен.  Население составляет 1620 человек (на 31 декабря 2010 года). Занимает площадь 42,26 км².